# Apeldoornse Sluis

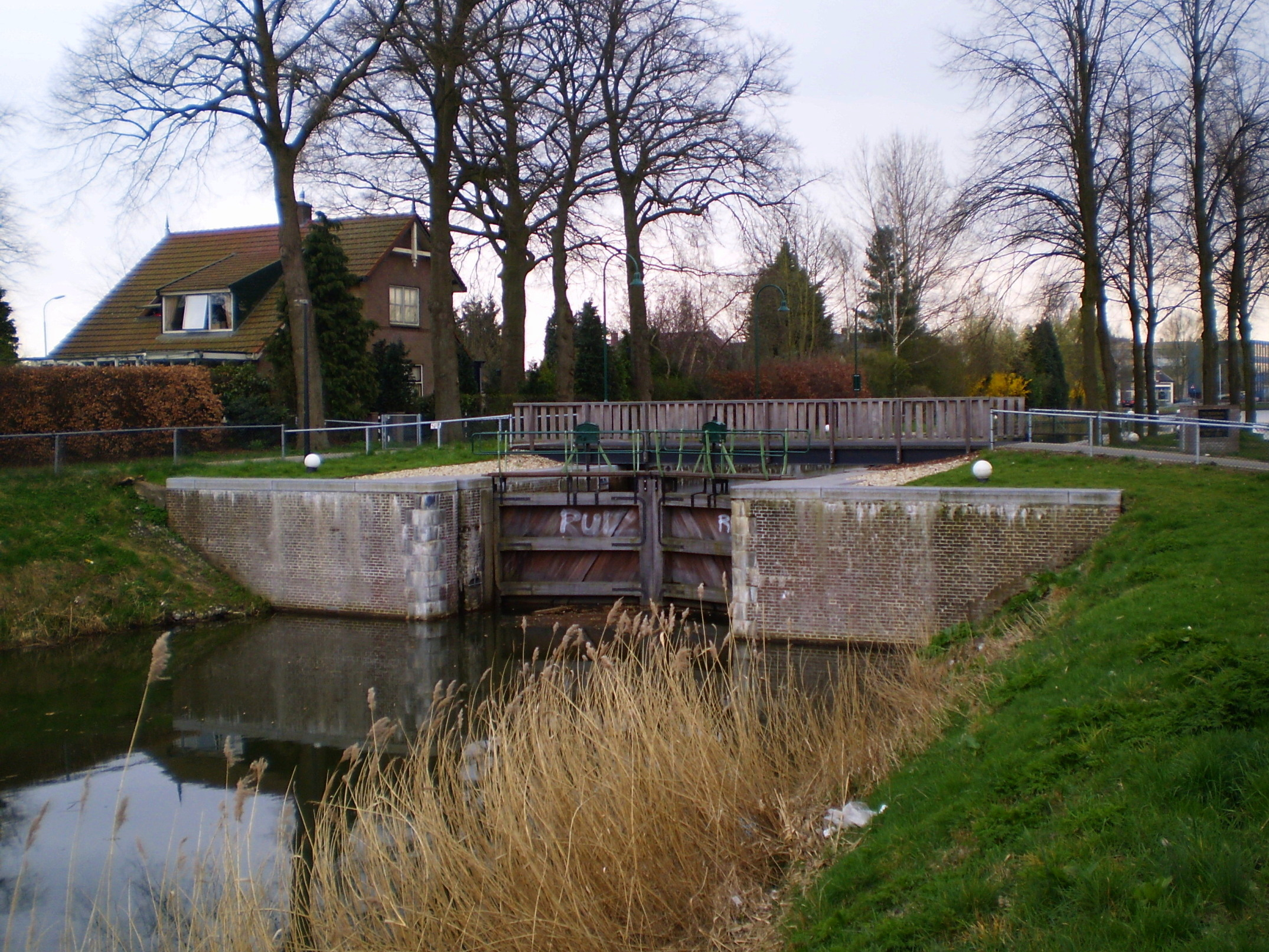
Apeldoornse Sluis

De Apeldoornse Sluis in de Nederlandse stad Apeldoorn is een schutsluis met puntdeuren en fietsbrug in het Apeldoorns Kanaal.
De sluismuren van de sluiskolk zijn gebouwd met basaltstenen, de overige sluizen in het kanaal met bakstenen. Waarom is achteraf niet meer vast te stellen. Over de kolk ligt een fietsbrug.
De sluis is anno 2015 niet voor het scheepverkeer open. De vaarweg heeft derhalve nog geen CEMT-klasse. De sluis is niet via de marifoon aan te roepen.

## Geschiedenis
Het kanaal werd met particulier kapitaal aangelegd vanaf 1825, officieel geopend op 13 april 1829 en kreeg de naam Griftkanaal. De houten sluis was toen 22 m lang en 4,30 m breed, minste drempeldiepte KP −1,42 m. In 1837 nam Rijkswaterstaat het beheer over, in 1843 gevolgd door ook de eigendom van het kanaal. Volgens de statistiek kwamen er in 1851 maar 358 schepen naar Apeldoorn. Daarmee werd goed duidelijk dat het wenselijk was om het kanaal vanaf Apeldoorn door te trekken naar Dieren om er een doorgaande vaarweg van te maken. In 1858 startten daarvoor de werkzaamheden. Het nieuwe pand werd geschikt gemaakt voor schepen met een laadvermogen tot 200 ton en werd officieel geopend op 1 december 1868. Vanaf 1878 werd het gehele kanaal tot begin jaren 30 van de 20e eeuw in twee fasen opgewaardeerd van schepen van 40 à 50 ton tot de gewenste maat van maximaal 200 ton. De houten sluis werd vervangen door een gemetselde sluis van 31,25 m lang en 6,25 m breed. De schutlengte werd 30 m en de wijdte 6 m, de minste drempeldiepte KP −2,12 en KP −2,13 m.
Na de Tweede Wereldoorlog kon begin 1946 het gehele kanaal weer voor de scheepvaart worden opengesteld. In 1954 werd in principe besloten op het pand Dieren naar Apeldoorn geschikt te maken voor kempenaars, schepen tot pakweg 600 ton. Door de opkomst van de spoorwegen en gemotoriseerd wegverkeer nam het belang van het kanaal echter af. Per 1 januari 1962 werd het noordelijk pand vanaf de Berghuizer Papierfabriek in Wapenveld tot Apeldoorn voor de scheepvaart gesloten. Latere studies toonden aan dat er met een opwaardering van het zuidelijk pand van het kanaal geen voldoende rendement kon worden behaald en per 1 juni 1972 is ook het laatste stuk kanaal, van Dieren tot de Koudhoornse Sluis, buiten gebruik gesteld.
In 1997 droeg Rijkswaterstaat het kanaal met toebehoren over aan het waterschap Veluwe. Een commissie stelde in 2001 een toekomstvisie op voor het verwaarloosde kanaal, waarin restauratie en het opnieuw bevaarbaar maken van het kanaal werd aanbevolen. Naar aanleiding van de visie werd de sluis gerestaureerd, waarbij ook de Rijksdienst voor de Monumentenzorg werd betrokken. Daarbij zijn oude sluiselementen als haalkommen en de hoekblokken in de sluiskolk in natuursteen weer teruggeplaatst. De bovendeuren van de sluis konden worden opgeknapt, de benedendeuren waren daar te slecht voor en moesten worden vernieuwd. Hoogte 5,6 meter, breedte 4,5 meter en 6000 kilo per deur. Ook is er nieuw remmingwerk geslagen. De werkzaamheden zijn in oktober 2007 afgerond. De kosten bedroegen ongeveer € 600.000.